# 도밍고 타라스코니
도밍고 알베르토 타라스코니(스페인어: Domingo Alberto Tarasconi; 1903년 12월 20일, 부에노스 아이레스 ~ 1991년 7월 3일)는 아르헨티나의 전 축구 공격수이다. 아틀란타에서 축구를 시작한 그는 현역 대부분을 보카 주니어스로 활동했고, 이 곳에서 9번의 공식 대회 우승을 거두었으며, 마르틴 팔레르모, 로베르토 체로, 그리고 프란시스코 바라요에 이어 역대 최다 득점 4위에 이름을 올렸다.
보카 주니어스에서의 업적 외에도, 타라스코니는 1922년과 1934년 사이 아르헨티나 프리메라 디비시온 득점왕에 5번 올랐는데, 그의 역대 득점 기록은 리그 역대 득점 횟수 상위권에 손꼽히며, 1921년에서 1934년 사이에 289번의 경기에서 208번 골망을 흔들었다.
타라스코니는 아르헨티나 국가대표팀 일원으로도 활동했는데, 1928년에 암스테르담에서 열린 하계 올림픽에서 은메달을 목에 걸었고, 4경기에서 11골을 넣어 최다 득점자로 이름을 올렸다. 그가 이 대회에서 기록한 올림픽 단일 대회 역대 최다골 기록은 아직도 경신되지 않고 있다. 아르헨티나 국가대표팀 일원으로 코파 아메리카에도 출전했는데, 1925년과 1929년에 두 차례 우승을 거두었었다.
타라스코니는 1928년에 출시된 전설적인 카를로스 그라델의 탱고 파타두라(Patadura) 곡에서 이름이 언급되기도 했다.

## 경력

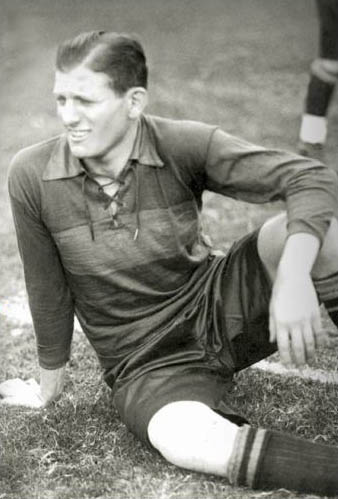
보카 주니어스의 타라스코니, 그는 이 곳에서 10년을 몸담아 구단 역사에 손꼽히는 득점력을 선보였다.

타라스코니는 아틀란타에서 1921년에 신고식을 치렀다. 1년 후, 그는 보카 주니어스로 이적하여 구단 말고도 아르헨티나 프리메라 디비시온 최다 득점자로도 이름을 올렸다. 보카 선수로 10년을 뛰면서, 타라스코니는 226번의 공식 경기에 출전해 186골을 득점했다. 그는 보카 주니어스와 9번의 대회 우승을 거두기도 했다.
그는 1925년 유럽 일주에서 7골을 넣어 마누엘 세오아네 다음으로 많은 득점을 기록했다. 그는 1922년, 1923년, 1924년, 그리고 1927년에 득점왕으로 등극했다.

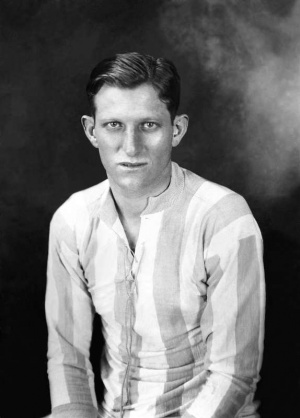
아르헨티나 국가대표팀 일원으로 참가해 1928년 하계 올림픽 득점왕에 오를 당시 타라스코니

1932년에 보카 주니어스를 떠난 타라스코니는 1934년까지 공식 경기 출전 기록이 없었는데, 당시 공식 협회(AFA) 소속의 스포르티보 바라카스로 이적해 아마추어에서 전환하지 않은 아르헨티나 축구 리그 사무국(Liga Argentina de Football, LAF) 소속 선수들과 사상 첫 대결을 펼쳤다. 타라스코니는 6경기 출전에 불과했고, 헤네랄 산 마르틴으로 이적하기 전까지 득점한 적이 없었고,, 그는 같은 해 20경기에서 16골을 기록했다.
1935년, 타라스코니는 스포르티보 바라카스를 거쳐 1936년에 아르헨티노스 주니어스 경기에 8번 더 출전하고 축구화를 벗었다.
타라스코니는 보카 주니어스와 우승을 거두었고, 아르헨티나 국가대표팀 일원으로 2번 코파 아메리카를 우승했다. 그는 아르헨티나 국가대표팀 경기에 24번 출전해 1922년부터 1929년까지 18골을 넣었다. 그는 1928년 하계 올림픽에도 참가하여 대회 최다 득점자에 등극했었다. 타라스코니는 아르헨티나 국가대표팀 역대 최다 득점 13위에 이름을 올리고 있다.

## 우승
보카 주니어스
- 아르헨티나 프리메라 디비시온: 1923, 1924, 1926, 1930, 1931 LAF
- 코파 이바르구렌: 1923, 1924
- 코파 콤페텐시아 조키 클럽: 1925
- 코파 에스티물로: 1926

아르헨티나
- 코파 아메리카: 1925, 1929
- 하계 올림픽 축구 은메달: 1928

개인
- 1928 (11골)
  - 올림픽 은메달: 1928,  (11골)
  - 아르헨티나 프리메라 디비시온: 1922, 1923, 1924, 1927, 1934

## 대중 매체에서

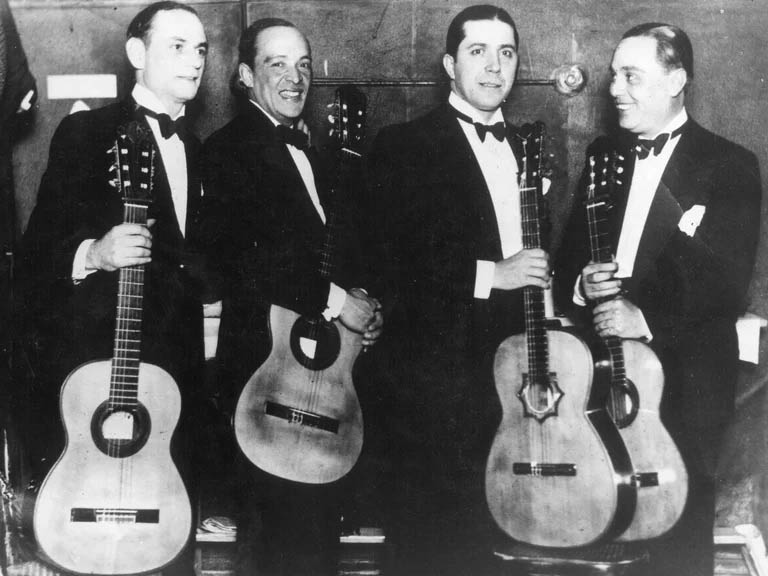
카를로스 가르델(왼쪽에서 3번째)은 1928년에 파타두라(Patadura) 곡을 그와 함께 녹음하던 기타 3인방과 함께 발매했다

탱고 가수이자 전설 카를로스 가르델은 1928년에 은유법으로 사람의 미완의 모습을 은유적으로 포장하는 곡을 발매했다. 파타두라(patadura)는 현지말로 축구 소질이 없는 사람을 묘사하는 말이다.
이 곡(엔리케 카레라스 소텔로가 작사를 맡고 호세 로페스 아레스가 작곡을 맡음)에 타라스코니(별칭인 타라스카(Tarasca)로 불림)가 "중원에서 골을 넣었다"라고 언급되었는데, 여기서 타라스코니의 강하고 정확하게 차넣는 공이 나온다. 당시 유명 선수들 중 이 곡에 언급된 선수들 중에는 마누엘 세오아네, 루이스 몬티, 페드로 오초아(가르델과 밀접한 관계를 맺고, 그를 기리는 곡 오초이타(Ochoíta)로 불렸다)가 있었다.
가르델은 당시 1929년에 파리에서 파타두라(Patadura)를 편곡해서 다시 발매했는데, 가사가 약간 변경되어 가르델과 교류하고 지지한 아르헨티나 선수들 대신 바르셀로나 선수들(비센테 피에라, 리카르도 사모라, 주제프 사미티에르, 플러트코 페렌츠)이 언급되었다. (특히 사미티에르를 언급)  가르델은 구단의 명예 단원으로 1928 코파 델 레이 결승전을 비롯한 몇 경기를 관전했었다.

## 참고
1. 1 2  일부 출처에 따르면 산 마르틴 데 투쿠만으로 기록되어 있으나 옳지 않은 기록이다. 타라스코니와 연고가 있는 동명의 구단은 부에노스 아이레스 수도권의 헤네랄 산 마르틴 파르티도를 연고로 한다.